# Persone di nome Beniamino
| Questa pagina contiene informazioni ricavate automaticamente dalle voci biografiche con l'ausilio del template Bio e di un bot. L'aggiornamento è periodico e automatico e ricostruisce completamente la pagina. Se manca una persona in questa lista, sei pregato di non aggiungerla, ma accertati piuttosto che la sua voce biografica contenga il template Bio e che i dati anagrafici siano correttamente compilati. Se il template Bio manca, inseriscilo tu stesso o, in alternativa, metti l'avviso {{tmp\|Bio}} che ne segnala la mancanza. Se i dati riportati sono sbagliati, correggi direttamente la voce biografica; le modifiche saranno visibili in questa lista entro pochi giorni. Per chiarimenti vedi il progetto antroponimi. La lista contiene solo le 59 persone che sono citate nell'enciclopedia e per le quali è stato implementato correttamente il template Bio. Pagina aggiornata al 22 lug 2025. |

Questa è una lista di persone presenti nell'enciclopedia che hanno il nome Beniamino, suddivise per attività principale.

## Allenatori di calcio(2)
- Beniamino Abate, allenatore di calcio e ex calciatore italiano (San Martino Valle Caudina, n. 1962)
- Beniamino Di Giacomo, allenatore di calcio e ex calciatore italiano (Porto Recanati, n. 1935)

## Architetti(1)
- Beniamino Bellati, architetto italiano (Milano, n. 1895 - Genova, † 1953)

## Arcivescovi cattolici(1)
- Beniamino Depalma, arcivescovo cattolico italiano (Giovinazzo, n. 1941)

## Arcivescovi cristiani orientali(1)
- Beniamino I di Alessandria, arcivescovo cristiano orientale egiziano (Barshüt - Alessandria d'Egitto, † 662)

## Arcivescovi ortodossi(1)
- Beniamino di Costantinopoli, arcivescovo ortodosso greco (Distretto di Edremit, n. 1871 - Istanbul, † 1946)

## Attori(2)
- Beniamino Maggio, attore italiano (Napoli, n. 1907 - Napoli, † 1990)
- Beniamino Marcone, attore italiano (Roma, n. 1982)

## Avvocati(2)
- Beniamino Montemerlo, avvocato e politico italiano (Voghera, n. 1823 - Voghera, † 1892)
- Beniamino Spirito, avvocato e politico italiano (San Mango Piemonte, n. 1854 - Napoli, † 1934)

## Calciatori(3)
- Beniamino Cancian, calciatore e allenatore di calcio italiano (Sacile, n. 1936 - Budoia, † 2025)
- Beniamino Nicola, calciatore e medico italiano (Torino, n. 1879 - Torino, † 1963)
- Beniamino Vignola, ex calciatore italiano (Verona, n. 1959)

## Canoisti(1)
- Beniamino Bonomi, canoista italiano (Verbania, n. 1968)

## Cantautori(1)
- Mino Reitano, cantautore, compositore e attore italiano (Fiumara, n. 1944 - Agrate Brianza, † 2009)

## Cardinali(2)
- Beniamino Cavicchioni, cardinale e arcivescovo cattolico italiano (Vejano, n. 1836 - Roma, † 1911)
- Beniamino Stella, cardinale e arcivescovo cattolico italiano (Pieve di Soligo, n. 1941)

## Condottieri(1)
- Beniamino di Tiberiade, condottiero (Tiberiade)

## Economisti(2)
- Beniamino Andreatta, economista e politico italiano (Trento, n. 1928 - Bologna, † 2007)
- Beniamino Quintieri, economista e manager italiano (Cosenza, n. 1952)

## Fantini(1)
- Beniamino Simoni, fantino italiano (Belforte)

## Fondisti di corsa in montagna‎(1)
- Beniamino Lubrini, ex fondista di corsa in montagna italiano (Gromo, n. 1980)

## Geografi(1)
- Beniamino di Tudela, geografo e esploratore spagnolo (Tudela, n. 1130 - Tunisia, † 1173)

## Giornalisti(2)
- Beniamino De Ritis, giornalista e scrittore italiano (Ortona, n. 1888 - Roma, † 1956)
- Beniamino Placido, giornalista, critico letterario e conduttore televisivo italiano (Rionero in Vulture, n. 1929 - Cambridge, † 2010)

## Hockeisti su pista(1)
- Beniamino Battistella, ex hockeista su pista e allenatore di hockey su pista italiano (Breganze, n. 1945)

## Imprenditori(2)
- Beniamino Donzelli, imprenditore, dirigente d'azienda e politico italiano (Treviglio, n. 1863 - Milano, † 1952)
- Beniamino Forti, imprenditore e politico italiano (Montepulciano, n. 1829 - Vaiano, † 1901)

## Ingegneri(1)
- Beniamino Fiamma, ingegnere e inventore italiano (L'Aquila, n. 1899 - Ortona, † 1985)

## Letterati(1)
- Beniamino Joppolo, letterato, pittore e drammaturgo italiano (Patti, n. 1906 - Parigi, † 1963)

## Lottatori(1)
- Beniamino Scibilia, lottatore italiano (Reggio Calabria, n. 1982)

## Matematici(1)
- Beniamino Segre, matematico italiano (Torino, n. 1903 - Frascati, † 1977)

## Medici(3)
- Beniamino D'Andrea, medico e patriota italiano (Chieti, n. 1827 - Chieti, † 1910)
- Beniamino Rosati, medico e ambientalista italiano (Sant'Eusanio del Sangro, n. 1881 - Sant'Eusanio del Sangro, † 1978)
- Beniamino Sadun, medico italiano (Siena, n. 1818 - Pisa, † 1911)

## Militari(1)
- Beniamino Montesano, militare italiano (Rotondella, n. 1899 - Bari, † 1973)

## Multiplisti(1)
- Beniamino Poserina, ex multiplista italiano (Milano, n. 1970)

## Nobili(1)
- Beniamino di Rohan-Soubise, nobile e condottiero francese (n. 1583 - Londra, † 1642)

## Organari(1)
- Beniamino Giribaldi, organaro italiano (Imperia, n. 1942 - Imperia, † 2021)

## Patrioti(2)
- Beniamino Caso, patriota e politico italiano (San Gregorio Matese, n. 1824 - Piedimonte d'Alife, † 1883)
- Beniamino Marciano, patriota, educatore e politico italiano (Striano, n. 1831 - Napoli, † 1907)

## Pedagogisti(1)
- Beniamino Brocca, pedagogista e politico italiano (Limena, n. 1934 - Roma, † 2024)

## Pianisti(1)
- Beniamino Cesi, pianista e compositore italiano (Napoli, n. 1845 - Napoli, † 1907)

## Pittori(1)
- Beniamino De Francesco, pittore italiano (Barletta - Dinard, † 1869)

## Poeti(1)
- Beniamino Dal Fabbro, poeta, scrittore e critico musicale italiano (Belluno, n. 1910 - Milano, † 1989)

## Politici(3)
- Beniamino De Maria, politico italiano (Galatina, n. 1911 - Galatina, † 1994)
- Beniamino Donnici, politico italiano (Cosenza, n. 1953)
- Beniamino Finocchiaro, politico italiano (Barletta, n. 1923 - Molfetta, † 2003)

## Presbiteri(1)
- Beniamino Schivo, presbitero italiano (Gallio, n. 1910 - Città di Castello, † 2012)

## Scacchisti(1)
- Beniamino Vergani, scacchista italiano (Montebelluna, n. 1863 - † 1927)

## Scrittori(1)
- Beniamino Sidoti, scrittore, giornalista e autore di giochi italiano (Firenze, n. 1970)

## Scultori(2)
- Beniamino Bufano, scultore italiano (San Fele, n. 1898 - San Francisco, † 1970)
- Beniamino Simoni, scultore italiano (Fresine, n. 1712 - Brescia, † 1787)

## Storici(1)
- Beniamino Costantini, storico italiano (Orsogna, n. 1871 - Roma, † 1919)

## Tenori(2)
- Beniamino Gigli, tenore e attore italiano (Recanati, n. 1890 - Roma, † 1957)
- Beniamino Prior, tenore italiano (Tiezzo di Azzano Decimo, n. 1941)

## Vescovi cattolici(2)
- Beniamino Pizziol, vescovo cattolico italiano (Cavallino-Treporti, n. 1947)
- Beniamino Socche, vescovo cattolico italiano (Vicenza, n. 1890 - Pietra Ligure, † 1965)

## Vescovi cristiani orientali(1)
- Beniamino II di Alessandria, vescovo cristiano orientale egiziano (Egitto - Egitto, † 1339)